# Cardiovascular Pathology
Cardiovascular Pathology, abgekürzt Cardiovasc. Pathol., ist eine wissenschaftliche Fachzeitschrift, die vom Elsevier-Verlag veröffentlicht wird. Sie ist das offizielle Publikationsorgan der Society for Cardiovascular Pathology und erscheint mit sechs Ausgaben im Jahr. Es werden Arbeiten veröffentlicht, die sich mit allen Aspekten von kardiovaskulären Erkrankungen beschäftigen.
Der Impact Factor lag im Jahr 2024 bei 1,9. Nach der Statistik des ISI Web of Knowledge wird das Journal mit diesem Impact Factor in der Kategorie Pathologie an 37. Stelle von 75 Zeitschriften und in der Kategorie Kardiologie und kardiovaskuläres System an 66. Stelle von 123 Zeitschriften geführt.